# Vigoulet-Auzil
Vigoulet-Auzil – miejscowość i gmina we Francji, w regionie Oksytania, w departamencie Górna Garonna.
Według danych na rok 1990 gminę zamieszkiwało 927 osób, a gęstość zaludnienia wynosiła 268 osób/km² (wśród 3020 gmin regionu Midi-Pireneje Vigoulet-Auzil plasuje się na 357. miejscu pod względem liczby ludności, natomiast pod względem powierzchni na miejscu 1613.).